# Carpelimus rivularis
Carpelimus rivularis är en skalbaggsart som först beskrevs av Victor Ivanovitsch Motschulsky 1860.  Carpelimus rivularis ingår i släktet Carpelimus och familjen kortvingar. Arten är reproducerande i Sverige. Inga underarter finns listade i Catalogue of Life.